# Bernhard Bonelli
Bernhard Bonelli (* 11. Jänner 1983 in Korneuburg als Bernhard Adamec) war bis Dezember 2021 Kabinettschef im Bundeskanzleramt unter Sebastian Kurz und Alexander Schallenberg. Im Mai 2025 wurde er vom Oberlandesgericht Wien zu sechs Monaten bedingter Haft verurteilt.

## Leben

### Familie
Im Oktober 2013, bei seiner Heirat mit Natalie Maria Bonelli, nahm er den Familiennamen seiner Frau an.
Sebastian Kurz war Bonellis Trauzeuge bei dessen Hochzeit. Bonelli ist Vater von vier Kindern, seine Frau ist die Cousine von Raphael M. Bonelli.

## Werdegang
Bonelli schloss seine schulische Ausbildung an einer HTL ab. Anschließend studierte er vier Jahre Bauingenieurwesen an der TU Wien. Er ist Absolvent eines Philosophiestudiums an der Universität Wien. 2010 trat er für die ÖVP bei der Gemeinderatswahl in Korneuburg an.
Er erwarb einen MBA-Abschluss der IESE Business School in Barcelona, einer Tochter-Universität der Universität Navarra und Institution des konservativen katholischen Opus Dei. In Interviews bittet Bonelli stets darum zu vermerken, dass er nicht im rechts verorteten Opus Dei („Werk Gottes“) aktiv sei. In seiner Diplomarbeit wird auf Seite 3 (Widmung der Arbeit und Danksagung) in der Fußzeile die Abkürzung P.R.C.A.G.D. erwähnt. Diese Abkürzung könnte dem lateinischen Leitspruch „Per Regnum Christi ad Gloriam Dei“ entsprechen. Eine der möglichen Übersetzungen davon ins Deutsche wäre „Durch das Reich Christi zu Gottes Ruhm“, das heißt ein Weg des Apostolats (Per Regnum Christi) mit einem einzigen Ziel (ad gloriam Dei).
Er soll für das Wiener Friedrich-Hayek-Institut tätig gewesen sein.
Nach seiner Hochschulausbildung arbeitete er für die Boston Consulting Group in Wien.
Als einer seiner engsten Vertrauten war Bonelli ab 2017 bis zu dessen Rücktritt 2021 in beratender Funktion für Sebastian Kurz tätig, zunächst im Außenministerium und ab 2020 als Kabinettschef im Bundeskanzleramt. Im Auftrag des Kanzlers war Bonelli hauptverantwortlich für die Koordination der Maßnahmen gegen das Coronavirus.
Bonelli ist ehemaliger Vorstand der ÖVP-nahen Schülerunion. Ebenfalls im Vorstand waren zur selben Zeit Susanne Raab und Christine Aschbacher. 2005 lernte er Sebastian Kurz auf dem Weg zum Forum Alpbach kennen.
Unter der schwarz-blauen Regierung von 2017 bis 2019 war Bonelli maßgeblich am Umbau der Sozialversicherung beteiligt, die unter Sozialministerin Beate Hartinger-Klein (FPÖ) präsentiert wurde.
Nach seiner Tätigkeit als Kabinettschef unter Sebastian Kurz und Alexander Schallenberg gründete er 2022 einen Fonds mit einem ehemaligen Kollegen aus der Boston Consulting Group. An Bonellis Start-up-Fonds Cocoon Capital Advisory beteiligte sich die SK Management GmbH von Sebastian Kurz.

## Ibiza-Untersuchungsausschuss
Im Zuge des Ibiza-Untersuchungsausschusses wurde Bonelli am 27. Jänner 2021 fünf Stunden lang befragt. Thema war unter anderem die Schredder-Affäre. Die Grünen merkten an, dass es in Bezug auf seine Person im U-Ausschuss-Akt nur 72 E-Mails gebe. Im Vergleich dazu wären es im Falle des ehemaligen Finanzministerium-Kabinettschefs Thomas Schmid über 2000 Aktenergebnisse. Seine Kommunikation betreibe er via Telefon und Nachrichten, so Bonelli auf Nachfrage. Die Abgeordneten bemängelten, dass sich Bonelli während der U-Ausschuss-Sitzung ausgiebig mit seiner Vertrauensperson beriet. Das Beraten ist laut Verfahrensordnung zwar die Aufgabe der Vertrauensperson, jedoch kann sie ausgeschlossen werden, wenn sie „die Auskunftsperson bei der Ablegung einer freien und vollständigen Aussage beeinflussen könnte“. Weiters soll er sich während seiner Befragung 69 Mal der Antwort entschlagen haben.

## Strafrechtliche Verurteilung
Ab Mai 2021 ermittelte die Wirtschafts- und Korruptionsstaatsanwaltschaft (WKStA) gegen Bernhard Bonelli und Ex-Bundeskanzler Sebastian Kurz. Beide wurden der Falschaussage vor dem Ibiza-Untersuchungsausschuss verdächtigt und als Beschuldigte geführt. Gegenstand der Ermittlungen waren Vorgänge rund um die Bestellung des Aufsichtsrats der Österreichischen Beteiligungs AG (ÖBAG). Sebastian Kurz und Bernhard Bonelli sollen dabei den  Ibiza-Untersuchungsausschuss falsch informiert haben. Im Herbst 2023 wurden beide deswegen von der WKStA vor dem Wiener Straflandesgericht wegen des Vorwurfs der falschen Beweisaussage angeklagt. Im Februar 2024 wurde Bonelli in erster Instanz bedingt zu sechs Monaten Haft verurteilt. In seinem Schlusswort bezeichnete er die Gerichtsverhandlung als den „erniedrigendsten Moment“ seines Lebens. Zudem erwähnte er eine Zeichnung seines Sohnes, in welcher Gott über den Richter thront. Im Mai 2025 bestätigte das Oberlandesgericht Wien den Schuldspruch gegen Bonelli in Höhe von sechs Monaten bedingter Haft.

## Privates
Bei der Bundespräsidentenwahl 2016 stimmte er für Norbert Hofer. Er beschreibt seine Gesinnung als „liberal und christlich-sozial“, weiters sei er „strenggläubiger Katholik“. Klaus Knittelfelder hält in seinem Buch „Inside Türkis“ über Bonelli fest: „Seine Zugänge haben in den meisten Fällen ein Problem: Sie sind in der Gesellschaft nicht mehrheitsfähig.“ Manchmal, so Knittelfelder, müsse man seine Vorschläge entschärfen.
Bonelli ist Mitbegründer des Vereins International Catholic Legislators Network. Auf der Website des ICLN-Vereins wird er im Gegensatz zum Vereinsregister nicht als Gründer gelistet. Die Wertgrundlage für den Verein bildet der Katechismus der Katholischen Kirche, welcher der gleichgeschlechtlichen Ehe, der Scheidung, der Pornografie, Sterbehilfe, Abtreibungen und modernen Verhütungsmethoden und der künstlichen Befruchtung kritisch gegenübersteht. Stand 2018 betreute er das von Christoph Schönborn mitbegründete ICLN-Netzwerk.
Laut eigener Auskunft im Jahr 2015 deutete Bonelli bereits an, nach zwei Jahren an der Boston Consulting Group als Berater in der Politik arbeiten zu wollen, wenn sich die Möglichkeit ergäbe. Hätte dies nicht funktioniert, wäre seine berufliche Alternative, einen Search Fund zu gründen und zusammen mit Investoren ein Unternehmen zu erwerben.
In Interviews meint Bonelli, dass er sich lieber im Hintergrund – dort, wo politische Einigungen und Inhalte stattfinden – bewegen würde.

## Protokolle der Befragungen von Bonelli im U-Ausschuss
- Stenographisches Protokoll von der öffentlichen Befragung Bonellis am 27. Jänner 2021
- Stenographisches Protokoll von der öffentlichen Befragung Bonellis am 4. Mai 2021